# Вортигерн

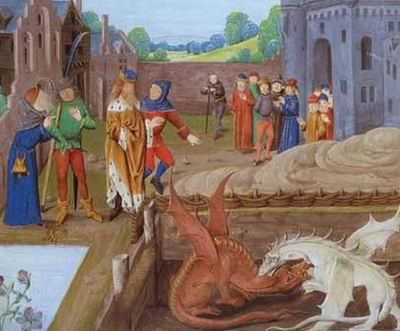
Мерлин объясняет Вортигерну видение о битве двух драконов. Миниатюра XV века

Во́ртигерн (ˈvɔrtɨdʒɜrn; др.-англ. Vortigern, валл. Gwrtheyrn, иногда также Gwrtheyrn Gwrthneu, «Вортигерн Тощий») — кельтский король Британии первой половины V века, пригласивший англосаксов для борьбы с пиктами.

## Биография
Возможно, Вортигерн первоначально владел землями на Корнуолле и в Девоншире, но после исхода римских легионов из Британии сделался правителем территории бо́льшей части современной Англии. Буквально имя «Вортигерн» означает «верховный правитель». Столкнувшись с вторжениями пиктов и скоттов, Вортигерн призвал германцев (саксов) с континента и поселил их на территории графства Кент.
В начале 440-х годов саксы восстали, вероятно, из-за неполучения надлежащей оплаты за помощь в борьбе с пиктами. По легенде, видя свою слабость, германцы решились на хитрость. Их предводитель Хенгист пригласил дружину Вортигерна на пир и приказал перерезать всех, кроме самого Вортигерна. Это событие закрепилось в народной памяти как «Ночь длинных ножей». Затем восставшие захватили Кент, часть Восточной Англии, побережье Йоркшира и разорили центральные области Британии. Вортигерну удалось отразить агрессию саксов, однако полностью изгнать их из Англии он не смог. Более того, в 450-х годах началась массовая миграция англов, саксов и ютов на юго-восточное побережье Британии. К тому времени Вортигерн уже скончался. Его преемником, очевидно, стал Амвросий Аврелиан, по легенде, дядя будущего короля Артура.
Вортигерн бежит в свои родовые земли, «в укрепленный лагерь Генореу (Ганарев на позднем валлийском), на холме, называемом Клоарций (Малый Довард, с лагерем на вершине холма)», в Эрсинге, у реки Уай. Там он встречает свою смерть, когда Амброзиус поджигает его крепость вместе с ним внутри.
Ненний в своей «Истории бриттов», называя Вортигерна сыном Гвитаула и внуком Гвитолина, возводил его род к Глову, легендарному основателю Глостера. В валлийских генеалогиях Вортигерн упоминается как один из королей Поуиса.

## Семья
- 1-я жена Севера (род.ок.380), дочь Максена Вледига.
  - Рибауст (род.ок.400), жена Брихана Брихейниогского.
  - Вортимер (ок.402 — ок.453), правитель Гвертрениона.
  - Категирн (ок.404 — ок.447), правитель Поуиса.
  - Паскен (ок.406 — ок.465), правитель Биэллта и Гвертрениона, с 453 года.
  - Бриду (род.ок.408), правитель Майлиэнида.
  - Эдерн (род.ок.410).
- 2-я жена Марция, дочь Юлиана, сына Константина.
  - Фауст (ок.416 — ок.490), епископ Рицза, возможно он был сыном от Северы
  - Скотнэ (ум.ок.462)
- 3-я жена Ровена, дочь Хенгиста
  - Готто (род.ок.450)
  - Алиса (род.ок.450), замужем за Эллой.

## Вортигерн в культуре
- Персонаж романа Розмэри Сатклиф «Факелоносцы».
- Персонаж фильма Гая Ричи «Меч короля Артура».